# Clubiona luapalana
Clubiona luapalana este o specie de păianjeni din genul Clubiona, familia Clubionidae, descrisă de Giltay, 1935.
Este endemică în Congo. Conform Catalogue of Life specia Clubiona luapalana nu are subspecii cunoscute.